# Paroedura rennerae
Paroedura rennerae — вид ящірок з родини геконових (Gekkonidae). Описаний у 2021 році.

## Назва
Вид названо на честь Сюзанни Реннер, німецької ботанікині та еволюційної біологині, заслуженої професорки Мюнхенського університету, в знак визнання її значного внеску в систематику.

## Поширення
Ендемік Мадагаскару. Відомий із п'яти місцевостей, деякі з них відносно віддалені одне від одного, що свідчить про те, що цей вид широко поширений у центрально-південній частині острова.

## Спосіб життя
Живиться комахами. Полює на світанку або у сутінках.